# أنتونيني (محافظة كميلنيتسكي)
أنتونيني ((بالأوكرانية: Антоніни)‏، (باليديشية: אנטאנין)‏ Antonin) (عرفت سابقاً باسم هولودكي (Голодьки) وAntonyny (Антонини) هي بلدة من النمط المدني تقع في محافظة في خملنيتسكي أوبلاست (أوبلاست) غربيّ أوكرانيا. بلغ عدد سكان المدينة 2,655 حسب الإحصاء السكاني الذي أجري عام 2001  و 2,400 نسمة عام 2011.
في عقد 1870، بني قصر بوتوسكي على نمط عمارة الباروك بواسطة المعماريين النمساويين فيلنير وهيلمير لعائلة سانغوزكو وعائلة بوتوسكي النبيلتين، لكن القصر أحترق عن بكرة أبيه بعد أن أشعل فيه البلاشفة النار وذلك في آب (أغسطس) 1919، ولم يتبقّ قائماً منه سوى مباني خدمات القصر.